# Hedkärra
Hedkärra est une localité de la commune de Fagersta dans le comté de Västmanland en Suède.
Sa population était de 200 habitants en 2019.